# Istris
Els istres (grec antic: Ἴστροι, llatí: Istri) eren un poble que vivia a la regió d'Ístria. Eren considerats generalment del grup il·liri (Estrabó, Apià), per bé que els Iambes al Rei Nicomedes els considera un grup traci.
Apareixen per primera vegada a la història formant part de les expedicions de pirates il·liris a final del segle iv aC i Titus Livi els atribueix aquest ofici a partir de l'any 301 aC. Abans de la Segona Guerra Púnica ja apareixen referències als pirates istres separadament d'altres pirates il·liris. Els cònsols Minci Rufus i Corneli Escipió el 221 aC foren enviats contra ells, i els van castigar severament fins a obtenir-ne la submissió.
El 183 aC el cònsol Claudi Marcel, després d'una campanya contra els gals d'Il·líria, va aconseguir permís per entrar a Ístria però no va arribar a aconseguir una submissió efectiva i van seguir dedicats a la pirateria, i a més es van oposar a la fundació de la colònia romana d'Aquileia, el que va portar a nous enfrontaments.
El 178 aC el cònsol Manli Vulsó va envair Ístria amb dues legions i al començament de la seva campanya va ser derrotat i amb prou feines es va escapar de ser capturat, però va poder recuperar-se i ja havia restablert la situació a l'arribada del seu col·lega Juni Brutus amb reforços. Els dos cònsols van atacar els istres i els van derrotar. El cònsol del 177 aC, Claudi Pulcre, va conquerir les ciutats de Nesacte, Mútilia (possible Medulin) i Favèria (que esmenta Plini el Vell, però de situació desconeguda), i va obligar el poble a sotmetre's. Per aquesta victòria va obtenir els honors del triomf. La submissió dels istres en aquesta ocasió sembla que va ser total, i encara que anys després van presentar una queixa pel comportament de Cassi Longí, conjuntament amb els carnes i els iàpides, el país va continuar pacífic.
August va incorporar els istres, juntament amb els carnes i vènets, en una zona d'Itàlia que a partir de llavors continuà de dir-se Ístria, connectada sempre amb Dalmàcia i Il·líria. A la Notitia Dignitatum figura el càrrec de Consularis Venetiae et Histriae.